# Csupasztorkú légyvadász
A csupasztorkú légyvadász (Pachycephala nudigula) a madarak osztályának verébalakúak (Passeriformes) rendjébe és a légyvadászfélék (Pachycephalidae) családjába tartozó faj.

## Rendszerezése
A fajt Ernst Hartert német ornitológus írta le 1897-ben.

## Alfajai
- Pachycephala nudigula ilsa (Rensch, 1928) - Szumbawa
- Pachycephala nudigula nudigula (Hartert, 1897) - Flores [2]

## Előfordulása
Indonéziához tartozó Kis-Szunda-szigetek területén honos. Természetes élőhelyei a szubtrópusi és trópusi síkvidéki és hegyi esőerdők, valamint lombhullató erdők. Állandó, nem vonuló faj.

## Megjelenése
Testhossza 19 centiméter.

## Életmódja
Rovarokkal és pókokkal táplálkozik.

## Természetvédelmi helyzete
Az elterjedési területe nem nagy, egyedszáma pedig csökken, de még nem éri el a kritikus szintet. A Természetvédelmi Világszövetség Vörös listáján nem fenyegetett fajként szerepel.